# Petroleo de Colombia (equip ciclista)
El Petroleo de Colombia va ser un equip ciclista colombià que competí professionalment el 1997.

## Principals resultats
- Clásico RCN: Raul-Alexander Montaña (1997)
- Ruta Mexico: José Luis Vanegas (1997)

### A les grans voltes
- Volta a Espanya
  - 0 participacions

- Tour de França
  - 0 participacions

- Giro d'Itàlia
  - 0 participacions

## Classificacions UCI
La següent classificació estableix la posició de l'equip en finalitzar la temporada.
| Temporada | Classificació per equips | Millor ciclista en la classificació individual |
| --------- | ------------------------ | ---------------------------------------------- |
| 1997      | 59è                      | Raúl Gómez (479è)                              |